# Узгенский район
Узгенский район (кирг. Өзгөн району) — административная единица Ошской области Кыргызстана. Административный центр — город Узген.

## История
Район образован 24 декабря 1928 года специальным постановлением Президиума ЦИК Киргизской АССР.
26 февраля 1943 года 8 сельсоветов Узгенского района были переданы в новый Мирза-Акинский район.
29 октября 1958 года в его состав включены населённые пункты и территория упразднённого Мирза-Акинского района. 26 ноября 1959 года к Узгенскому району был присоединён Куршабский район.
Площадь Узгенского района составляет 3400 км². Основа экономики — сельское хозяйство.

## Население
По данным переписи населения Кыргызстана 2009 года, численность населения района составила 228 114 жителей, в том числе:
- киргизы — 168 277 человек или 73,8 %,
- узбеки — 50 666 человек или 22,2 %,
- турки — 7210 человек или 3,1 %,
- русские — 707 человек или 0,3 %,
- уйгуры — 595 человек или 0,3 %[2].

## Административно-территориальное деление
В состав района входят 1 город районного значения — Узген и 19 аильных (сельских) округов, в которых расположены 107 сельских населённых пунктов:
- город районного подчинения Узген;
- 19 аильных округов:

1. Ак-Джарский аильный округ: с. Ак-Джар (центр), Какыр, Семиз-Кель, Большевик;
2. Алтын-Булакский аильный округ: с. Алтын-Булак (центр), Чечебай, Таш-Башат, Сасык-Булак, Кара-Баткак, Кандава;
3. Баш-Дебенский аильный округ: с. Кенеш (центр), Джаны-Джол, Кош-Коргон, Кызыл-Кырман, Кашка-Терек;
4. Ден-Булакский аильный округ: с. Бакмал (центр), Бабашуулу, Бексе-Джол, Джаны-Абад, Ден-Булак, Кара-Дарыя, Мичурино, Озгерюш, Теолес, Чимбай;
5. Джалпак-Ташский аильный округ: с. Курбу-Таш (центр), Ак-Терек, Им. Карла Маркса, Им. Кирова, Кысык-Алма, Туз-Бель, Учкаптал, Кара-Тарык, Алча-Башат, Боз-Ала;
6. Джыландынский аильный округ: с. Джыланды (центр), Калта, Красный Маяк, Прогресс, Яссы, Ботомойнок;
7. Жазыский аильный округ: с. Кара-Дыйкан (центр), Кызыл-Дыйкан, Жээренчи, Жазы;
8. Заргерский аильный округ: с. Тосой (центр), Аюу, Джаны-Айыл, Заргер, Кайрат, Кутурган, Ничке-Сай, Токтогул;
9. Ийри-Сууский аильный округ: с. Джийде (центр), Ак-Терек, Джангакты, Кара-Колот, Корс-Этти, Кыргызстан, Орказган;
10. Кара-Ташский аильный округ: с. Ийрек (центр), Коргон, Ункюр, Ынтымак, Эльчибек;
11. Кароолский аильный округ: с. Кароол (центр), Джан-Шоро, Мырза-Арык, Орто-Арык, Шералы;
12. Кельдюкский аильный округ: с. Шамал-Терек (центр), Чалк-Ойде;
13. Куршабский аильный округ: с. Куршаб (центр), Эрдик, Шагым;
14. Кызыл-Октябрьский аильный округ: с. Старая Покровка (центр), Алга, Беш-Абышка, Гузар, Кочкор-Ата, Кремль, Куршаб, Кызыл-Октябрь, Кызыл-Сенгир, Ынтымак;
15. Кызыл-Тооский аильный округ: с. Кызыл-Тоо (центр), Донуз-Тоо, Ак-Кыя, Карчабек, Эркин-Тоо;
16. Мырза-Акинский аильный округ: с. Мырза-Аке (центр), Адыр, Бабыр;
17. Саламаликский аильный округ: с. Саламалик (центр), Ак-Терек, Ара-Кёль, Кош-Этер, Кызыл-Байрак, Кызыл-Чарба, 15 Жаш;
18. Терт-Кельский аильный округ: с. Шоро-Башат (центр), Ана-Кызыл, Бостон, Кыймыл, Макаренко;
19. Чангетский аильный округ: с. Чангет (центр), Остуруу.

## Уроженцы
- Жигитов, Салижан (1936—2006) — киргизский писатель, поэт.